# Kanton Istres-Nord
Kanton Istres-Nord (fr. Canton d'Istres-Nord) je francouzský kanton v departementu Bouches-du-Rhône v regionu Provence-Alpes-Côte d'Azur. Skládá se ze severní části města Istres a obce Miramas.